# Stadion (course à pied)
Vous lisez un « bon article » labellisé en 2020.
Pour les articles homonymes, voir Stadion.
Le stadion (στάδιον / stádion) était une course à pied faisant partie des épreuves au programme des concours sportifs et religieux de la Grèce antique, dont les Jeux olympiques antiques. Cette épreuve pédestre se courait sur toute la longueur d'un stade, soit 600 pieds. Or, cette unité de mesure variait d'une cité à l'autre. Aussi, la piste (le dromos) n'avait pas toujours la même longueur : la plus courte se trouvait à Corinthe (165 mètres) tandis que celle d'Olympie était, à l'époque classique, la plus longue, mesurant 192 mètres.
Le stadion était la plus prestigieuse épreuve des Jeux panhelléniques. De 776 à 724 av. J.-C., c'était même l'unique épreuve aux Jeux olympiques. Le nom de son vainqueur fut rapidement utilisé pour désigner l'olympiade — la période de quatre ans entre deux jeux olympiques — et fut un des éléments constitutifs du calendrier grec. Aux Jeux panathénaïques à Athènes, le stadion était l'épreuve la mieux récompensée avec cent amphores d'huile d'olive.
Un coureur de stadion était idéalement grand et mince, avec un buste court, pas trop musclé pour ne pas être ralenti par son poids mais avec de grands bras. Au départ, les concurrents s'alignaient sur une bande de pierre, la balbis, où des « couloirs » (entre sept et vingt-deux en fonction de la taille du stade) étaient matérialisés, par des lettres à l'origine puis de plus en plus, à partir du VIe siècle av. J.-C., par l’hýsplex, un dispositif de départ fait de cordes tendues relâchées par un juge-arbitre, dispositif conçu pour éviter tout départ prématuré. La position de départ réglementaire semble avoir été debout, les bras vers l'avant, le pied gauche un peu avancé et les orteils accrochés dans des rainures creusées dans la balbis. L'arrivée du sprint, six cents pieds plus loin, était elle aussi matérialisée par une balbis.

## Stade

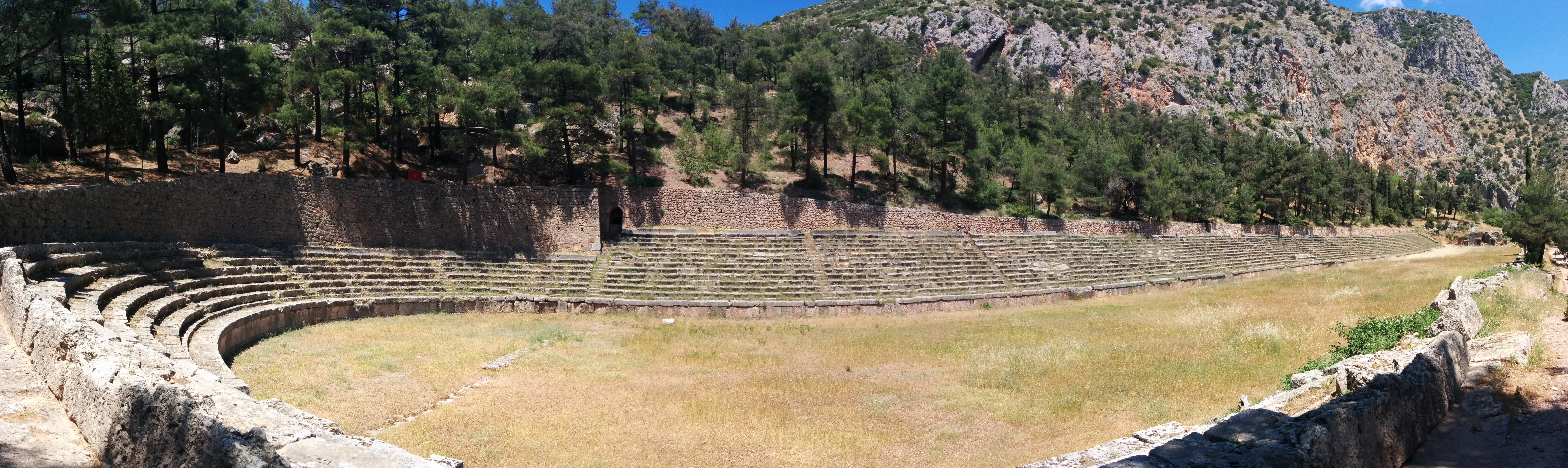
Le stade de Delphes.

L'origine du mot « stadion » serait liée au verbe conjugué ἵστημι / hístêmi (« Je suis debout »), signifiant que les spectateurs n'étaient pas assis, hormis quelques officiels, juges et prêtres,. Dès lors, deux interprétations sont proposées. Le plus souvent, il est considéré que « stadion » désignait la distance de 600 pieds que parcouraient les athlètes, puis, par métonymie, le mot fut utilisé pour nommer la course et finalement la structure où celle-ci se déroulait,. Pour David Gilman Romano, dans son travail archéologique sur le stade de Corinthe de 1993, « stadion » aurait d'abord signifié le lieu où on se tient debout, pour regarder une course, puis la course elle-même et enfin la distance parcourue.
Le stade (structure) était composé de deux parties : la piste elle-même, le « dromos » et sur au moins un côté un espace pour accueillir les spectateurs (champ, terrasse ou plus souvent talus). L'installation était à l'origine rectangulaire. Peu à peu, l'une des extrémités devint semi-circulaire,. Les officiels aux Jeux olympiques, organisateurs appelés agonothètes (ἀγωνοθέται / agônothétai) et juges appelés hellanodices (ἑλλανοδίκαι / ellanodíkai), s'installaient dans une tribune alors que les spectateurs prenaient place sur les talus pour suivre l’action de près,.
À l'origine, la majorité des spectateurs n’étaient pas assis. Ce n'est qu'à l'époque hellénistique que les stades commencèrent à disposer de sièges pour le public,. Les capacités d'accueil variaient fortement. La petite cité d'Halieis (2 500 habitants), en Argolide, avait un stade de 1 500 places ; le stade des Jeux isthmiques, à Isthmia, disposait de 20 000 places à l'époque hellénistique ; Némée ou Olympie pouvaient accueillir jusqu'à 40 000 spectateurs, le stade d'Athènes, à l'époque romaine, aurait pu contenir 50 000 spectateurs assis. À la fin de la période classique et au début de l'époque hellénistique, un certain nombre de stades (Olympie, Némée et à l'Isthme pour les plus connus) furent déplacés hors des sanctuaires religieux pour être installés un peu plus loin, souvent à un endroit où le relief avec une petite vallée ou une petite butte facilitait la construction de tribunes plus importantes. Olympie, Némée ou Épidaure furent alors aussi équipés d'un tunnel qui abritait juges et athlètes avant leur course,,. Les stades construits durant l'époque romaine étaient souvent adossés à un théâtre (Sardes, Tralles, Pergame, Rhodes, Dodone ou Athènes). Les stades les plus anciens furent aussi rénovés alors avec des sièges pour l'ensemble des spectateurs : ainsi, Hérode Atticus finança les améliorations du stade d'Athènes et du stade de Delphes. Cependant, la rénovation romaine à Olympie n'amena pas d'installation de tribunes définitives.

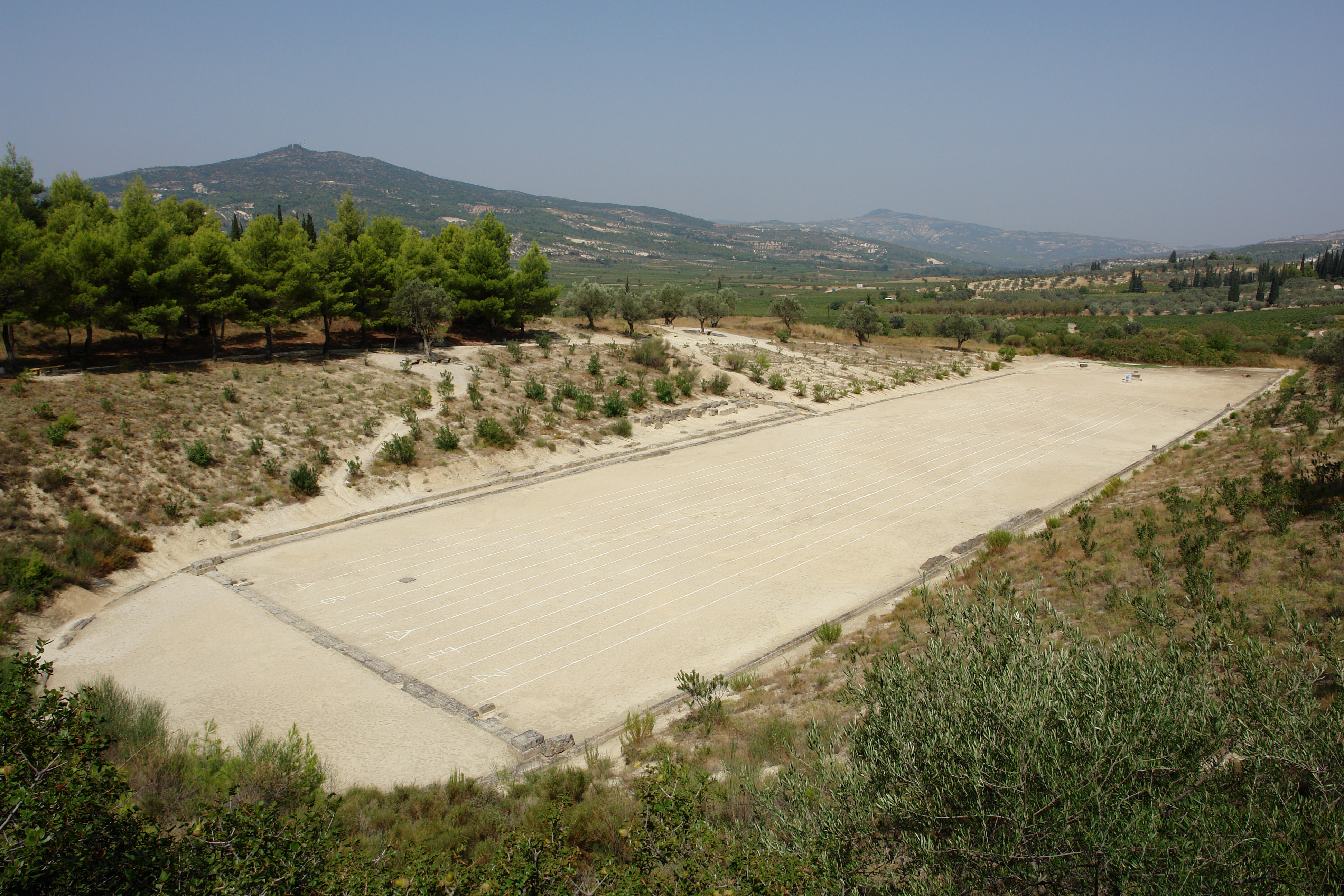
Le stade de Némée.

Le « dromos » avait une longueur de 600 pieds, mesure déterminée selon la mythologie grecque, par Héraclès, fondateur légendaire des jeux olympiques antiques : cette longueur correspond aux 600 pieds que le héros aurait mis pour séparer la ligne de départ de celle de l'arrivée à l'occasion de la course qu'il organisa pour ses frères ou, selon une autre version, elle correspond à la distance sur laquelle il aurait sprinté sans respirer,. Cette unité de mesure variait d'une cité à l'autre. Le pied de Corinthe mesurant 27,5 cm, le stade de cette cité était le plus court du monde grec avec 165 mètres. À Olympie, avec un pied de 32,04 cm le stade était, à l'époque classique, le plus long avec 192,24 mètres. Halieis disposait d'un stade de 166,50 mètres ; Delphes de 177,55 mètres ; Némée 178 mètres ou 181,44 mètres ; le stade le plus récent pour les Jeux isthmiques mesurait 181,20 mètres ; à Épidaure 181,30 mètres ; sur Délos 182 mètres ; les distances proposées pour le stade d'Athènes divergent : 178 m, 184,30 m ou 184,96 mètres ; il en est de même pour Milet : 177,36 m ou 191,39 mètres ; la longueur du stade de Priène est estimée à 191,39 mètres. Pergame possédait le plus long stade de l'époque hellénistique avec 210 mètres,,,,,. Les stades n'étaient donc pas « standardisés », car il n'y avait pas (il ne pouvait pas y avoir) de prise de temps. Le concept contemporain de « record » n'existait pas. Le plus important était le nom du vainqueur parmi les athlètes ayant concouru le même jour, dans les mêmes conditions. Était aussi important le fait d'être le premier à réaliser quelque-chose : le premier d'une cité à remporter une victoire, le premier à remporter deux (ou plusieurs) victoires de suite, le premier avec le plus de victoires, etc.,.
Le « dromos » était par contre très peu large, une trentaine de mètres en moyenne. Ses côtés étaient délimités de façon visible soit par une bande continue en pierre soit par une rigole servant aussi à l'évacuation des eaux de pluie.
La ligne de départ (aphésis) était marquée par une bande de pierre (βαλϐίς / balbís) creusée de deux sillons, écartés d'une douzaine de centimètres, pour caler les orteils. La plus ancienne balbís connue se trouve à Némée et date des environs de 500 av. J.-C. Sa présence est attestée presque partout au IVe siècle av. J.-C.,,. À Corinthe, elle mesurait entre 1,25 et 1,30 mètre de large et était constituée de blocs de calcaire recouverts d'un enduit peint en bleu sombre. En fonction des stades, il y avait de la place pour de sept à une vingtaine d'athlètes sur la balbís,,. À Némée, des petits trous de poteau identifiés par les lettres de l'alphabet grec antique ont été retrouvés, signifiant que des « couloirs », au moins pour les départs, étaient matérialisés. La lettre « Χ » (la 22e de l'alphabet) est la lettre la plus loin dans l'alphabet qui ait été retrouvée, laissant donc supposer qu'il y a pu avoir jusqu'à 22 « couloirs » larges de 88 à 92 cm sur ce stade particulier,. Le stade de Corinthe aurait eu dix-sept « couloirs ». Le plus ancien stade avait les positions de départ matérialisées par des lettres peintes en rouge : celles de alpha à pi ont été retrouvées ; les autres ont disparu sous la rénovation hellénistique du stade. Les « couloirs » étaient larges de 80 centimètres à 1,10 mètre. La rénovation du stade de Corinthe, probablement vers le IIIe siècle av. J.-C., aurait doté le stade d'un mécanisme de départ : l'hýsplex (ὕσπληγξ / húsplêx). L'hýsplex consistait en une ou deux cordes qui étaient tendues au niveau des genoux et/ou au niveau des hanches des coureurs par des pieux de bois installés à chaque bout de la balbís et entre chaque « couloir » et relâchée par un starter placé derrière les athlètes. Le système fonctionnait de la même façon qu'une catapulte. L'hýsplex la plus ancienne, remontant probablement au VIe siècle av. J.-C., se trouve à Isthmia. Une hýsplex est présente aussi à Némée, Épidaure et Corinthe (et certainement ailleurs) à partir du Ve siècle av. J.-C.,,,. La ligne d'arrivée (terma) était elle aussi matérialisée par une balbís, afin de faciliter le travail des juges.
La piste était le plus souvent en argile régulièrement nivelée. Elle était divisée en deux dans le sens de la longueur par une bande de chaux ou de gypse. Une indication marquait aussi des intervalles de plus ou moins cent pieds (un plethron),.

## Course

### Origines

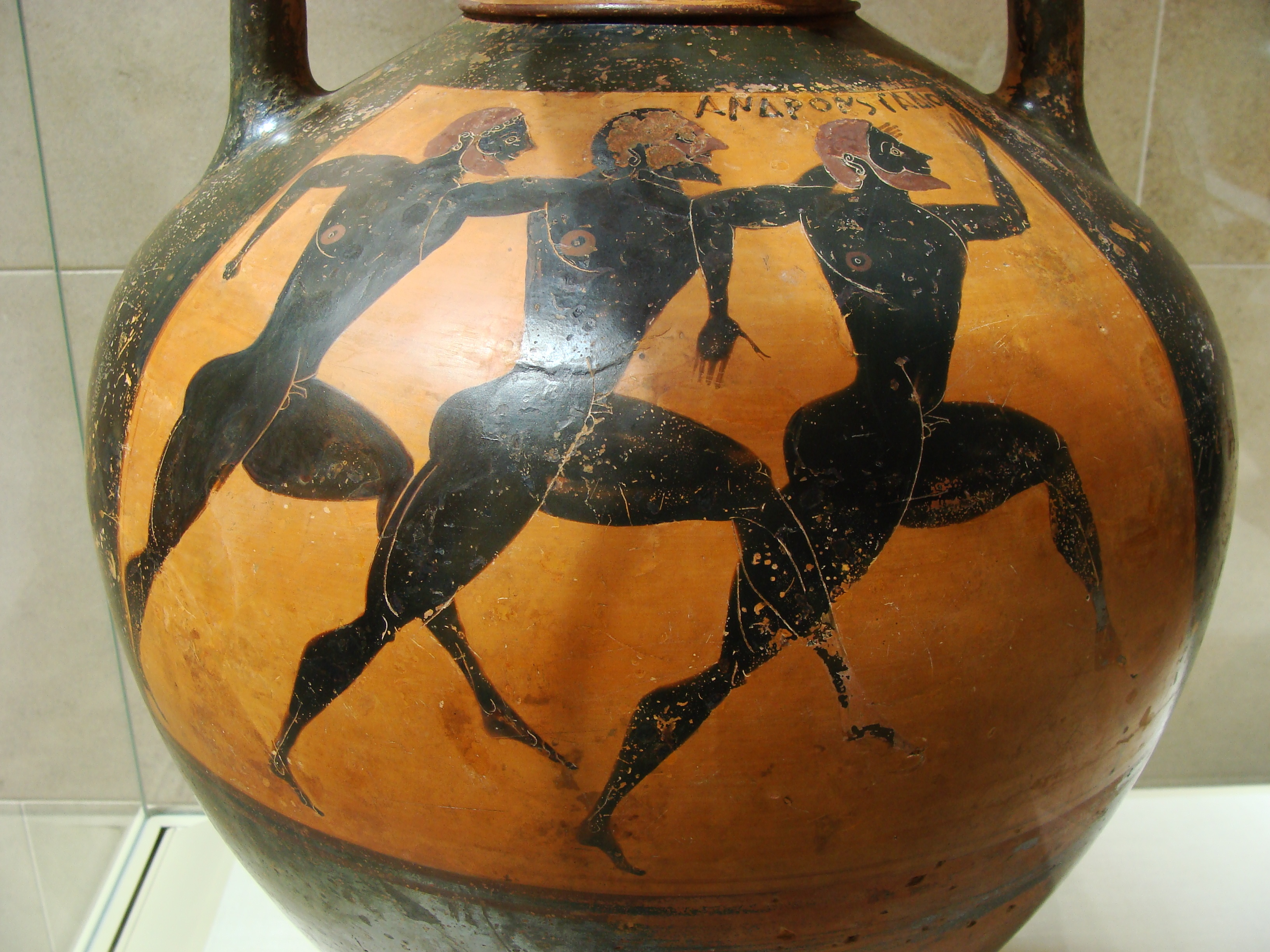
Amphore panathénaïque à figures noires, milieu du (Metropolitan Museum of Art MET 1978.11.13), avec la première mention connue du mot « stadion ».

On trouve des sources aussi bien archéologiques que littéraires évoquant, en Mésopotamie ou Égypte, depuis le IIIe millénaire av. J.-C., l'existence d'épreuves athlétiques dans un contexte religieux et dans l'enceinte de temples ou de palais. Ainsi, il existait en Égypte la « course du roi » lors de la fête-Sed, une des mieux connues étant celle réalisée par Djéser à Saqqarah, mais aussi celle de la reine Hatchepsout représentée sur un bas-relief à Karnak. Les liens entre ces traditions athlétiques mésopotamiennes et égyptiennes et celles de Grèce ne sont pas documentés. Cependant, Hérodote décrit au VIe siècle av. J.-C. une ambassade venue d'Élis (la cité dont dépendait le sanctuaire d'Olympie) auprès du pharaon Psammétique II pour le consulter sur les moyens d'améliorer l'organisation des Jeux.
Homère évoque un « dromos » pouvant accueillir cinq coureurs lors des jeux des funérailles de Patrocle et un autre, peut-être plus large, lors des fêtes organisées par les Phéaciens en l'honneur d'Ulysse. Une amphore panathénaïque du milieu du VIe siècle av. J.-C., conservée au Metropolitan Museum of Art de New York représente trois hommes en train de courir avec la légende « ΑΝΔΡΟΝ ΣΤΑΔΙΟ / andron stadio » sur un vase qui servait à récompenser les vainqueurs de cette course lors des Panathénées : ce serait la plus ancienne mention connue du mot « stadion » puisqu'elle précéderait d'un demi-siècle les premières mentions littéraires. En effet, ce mot se trouve ensuite, en référence à la course et à ses coureurs, chez Simonide, Pindare et Bacchylide (fin du VIe siècle av. J.-C. - début du Ve siècle av. J.-C.). Hérodote utilise quant à lui le terme pour évoquer la distance de 600 pieds, six plethra ou 100 orgyia,.

### Coureur type
Philostrate d'Athènes, dans son Gymnastikos (Sur la gymnastique) écrit vers 220-225 apr. J.-C., décrit la morphologie idéale du coureur de stadion : assez grand et mince, avec un buste court, pas trop musclé pour ne pas être ralenti par son poids mais avec de longs bras qui, semblables à des ailes, entraînent vers l'avant les jambes.
Les coureurs de stadion ne semblent pas avoir été des spécialistes de sprint. Nombre d'entre eux remportaient aussi le pentathlon (disque, javelot, longueur, stade et si nécessaire lutte). Souvent, un athlète réalisait le doublé stadion (un stade) et diaulos (double stade). Le triplé stadion-diaulos-dolichos (course de fond) était exceptionnel : Politès de Céramos le réalisa en 69 apr. J.-C. Cependant, des vainqueurs du stadion pour garçons se retrouvaient régulièrement vainqueurs du dolichos à l'âge adulte. Par contre, peu de coureurs pouvaient remporter aussi une des épreuves de lutte, hormis lors de « petits » jeux locaux où la concurrence était moindre,.

### Épreuve-reine des concours antiques
Le stadion était la course la plus courte présente lors de la plupart des jeux panhelléniques et considérée comme la plus prestigieuse. Il était aussi la quatrième des cinq épreuves du pentathlon,,. Aux Jeux olympiques, il fut longtemps la seule épreuve, de 776 à 724 av. J.-C.,,,. En 632 av. J.-C., un stadion des enfants fut ajouté au programme des Jeux olympiques,.
Le vainqueur du stadion à Olympie avait l'honneur d'allumer le bûcher pour l'hécatombe, point d'orgue de la fête religieuse. Les premières listes de vainqueurs du stadion aux Jeux olympiques antiques sont établies dès la fin du Ve siècle av. J.-C. Dès lors, le vainqueur du stadion, en donnant son nom à l'olympiade, joua, à l'échelle panhellénique, le même rôle dans l'organisation des calendriers que celui que jouait, à l'échelle de la cité, le magistrat éponyme. La victoire de Corèbe d'Élis en 776 av. J.-C est ainsi devenue la date de début du calendrier grec. Aussi, les listes de vainqueurs se multiplièrent, en ayant pour conséquence première que les athlètes antiques les plus connus étaient les vainqueurs du stadion,,.
Lors de Panathénées, le vainqueur du stadion était le vainqueur le mieux récompensé avec cent amphores d'huile d'olive,.
Avec le temps, le succès du stadion devint tel qu'il fut nécessaire lors de certains jeux de prévoir des séries éliminatoires où seul le premier était qualifié pour la finale. Cette course supplémentaire accentuait le prestige du vainqueur final. À Olympie, selon Pausanias, les séries se faisaient par groupe de quatre, malgré les vingt couloirs disponibles,.
D'après Pausanias, lors des Héraia à Olympie, les femmes couraient un stadion, même si la course était raccourcie de cent pieds. L'athlète victorieuse recevait une couronne d'olivier et une part de la vache sacrifiée à Héra ; elle avait aussi le droit de dédier une statue sur l'Altis. Une inscription de Delphes datant du Ier siècle apr. J.-C. célèbre les trois filles d'Hermésianax, citoyen de Césarée-Tralles et de Corinthe, victorieuses du stadion lors au moins (l'inscription est fragmentaire) des Jeux pythiques, des Jeux isthmiques, des Jeux néméens, ainsi qu'à Sicyone et à Épidaure. Les historiens n'ont pas réussi à déterminer si ces victoires avaient eu lieu lors de courses uniquement féminines ou mixtes. Cette inscription fournit néanmoins la preuve que les femmes couraient le stadion lors de nombreux jeux antiques.

### Déroulement

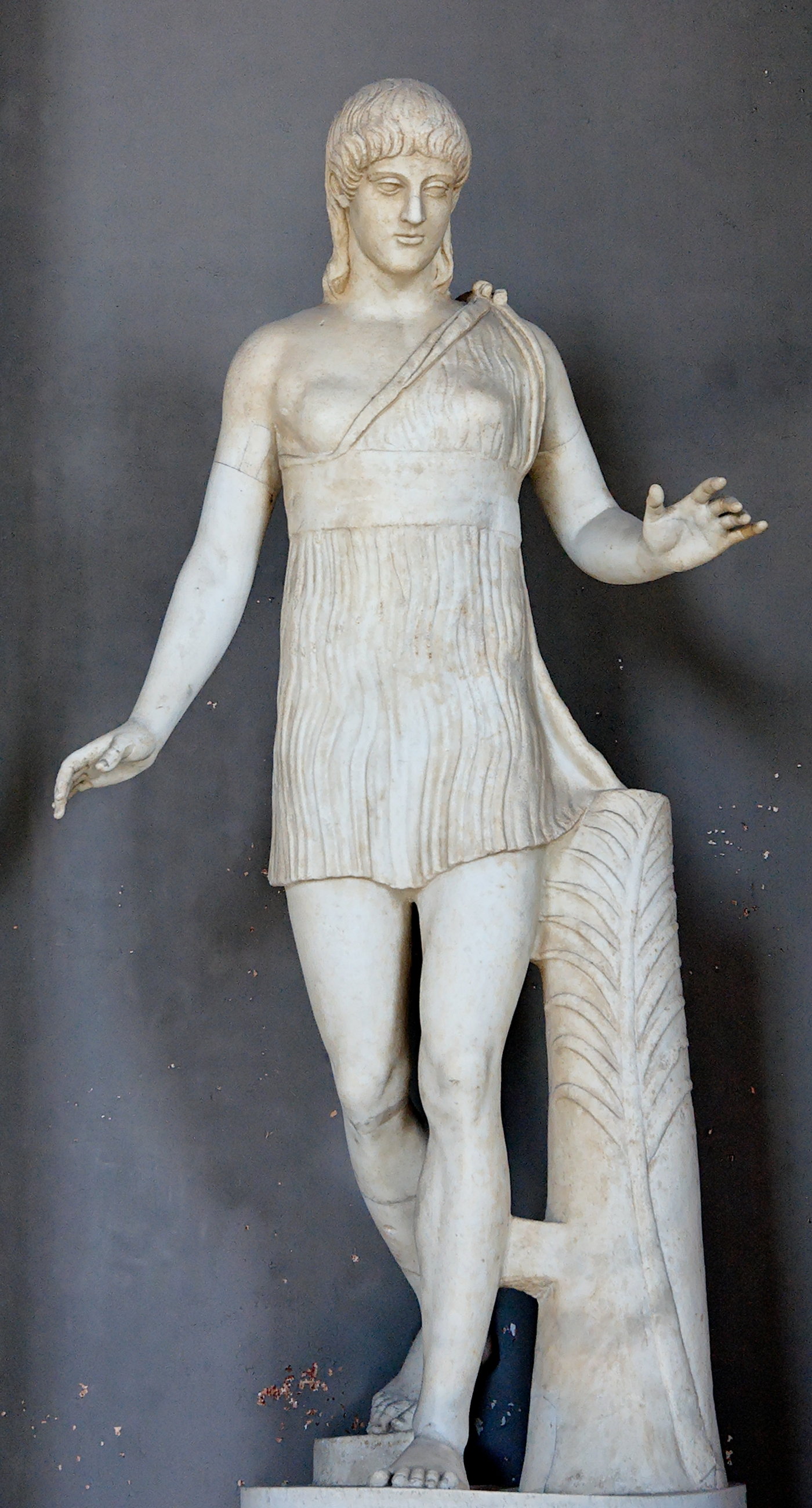
Statue de coureuse dite « Atalante », copie romaine d'un original grec du, commémorant la victoire d'une athlète lors des Héraia. Sa tenue est celle décrite par Pausanias (V, 16, 2-7).

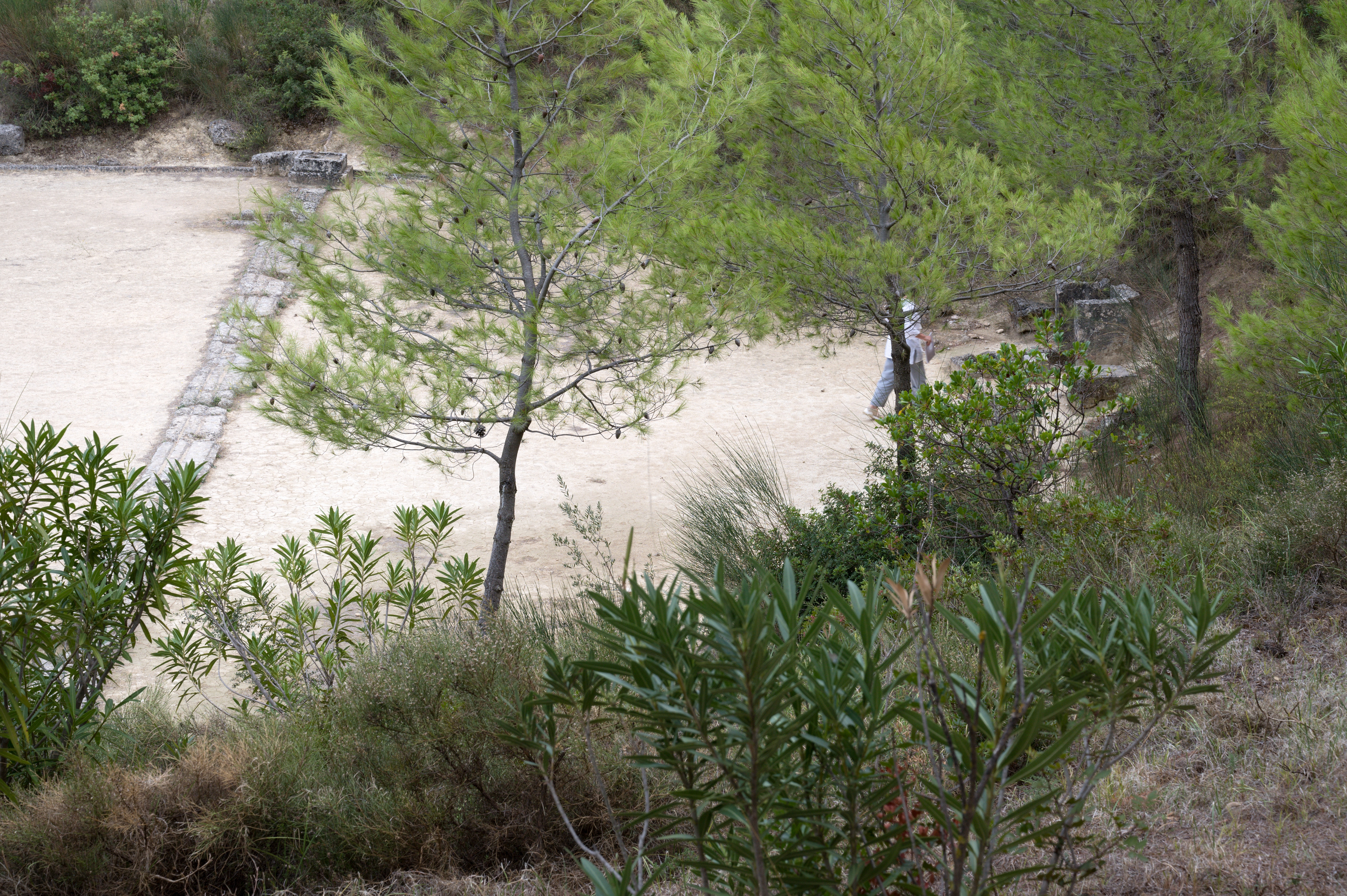
La balbis du. Cette ligne de départ comporte deux rainures, ancêtres des starting-blocks.

La plupart des représentations sur les vases ou dans la statuaire permettent de déterminer que les coureurs se tenaient debout, les pieds écartés, la jambe gauche en avant, légèrement pliée ; les orteils accrochés dans les rainures creusées dans la balbis. L'athlète était un peu penché vers l'avant, les bras étendus devant lui, à environ 45 degrés par rapport au corps, peut-être animés d'un mouvement de balancier pour augmenter l'énergie cinétique au moment du départ. Le pied gauche en avant signifie que les athlètes, au moins dans les représentations, étaient droitiers. Cependant, il n'est fait aucune mention d'un sportif antique qui aurait été gaucher,,.
Il n'existe que deux représentations avec un coureur (dont un coureur d'hoplitodromos) dans une position de départ « contemporaine », les mains posées au sol devant lui. Dans les deux cas, il semblerait que la seconde figure représentée (probablement un arbitre) soit surprise voire tente d'empêcher l'athlète de se tenir dans une position interdite. L'utilisation de l'hýsplex, de toute façon, ne permet pas physiquement une telle position de départ,.
Le stadion était un sprint, donc la course la plus rapide. Les représentations sur les vases montrent des athlètes réalisant de grandes foulées en balançant les bras par de grands gestes. Des juges surveillaient la balbís à l'arrivée,. Un espace pour permettre aux sprinteurs de s'arrêter était prévu après cette dernière.

### Aux Jeux olympiques antiques
La course commence avec des trompettistes chargés de faire taire la foule et des hérauts qui annoncent au public le nom des athlètes, de leur père et de leur cité. Au début de chaque course, l'un des juges, le starter, donne aux coureurs l'ordre de prendre position : πόδα παρὰ πόδα / póda parà póda (littéralement « pied par pied », c'est-à-dire « à vos marques ! »). Les organisateurs des jeux vérifient qu'il n'y ait pas de faux départ, punis par des coups de bâton. Les athlètes nus ont les jambes légèrement fléchies et le torse en avant, les bras tendus au-dessus du dispositif de départ (hýsplex). Le starter crie ensuite ἔτοιμοι / étoimoi (« prêts ! »), puis ἄπιτε / ápite (« partez ! ») et abaisse la barrière. Les athlètes s’élancent en ligne droite en direction du temple de Zeus jusqu'à la ligne d’arrivée appelée « terma », elle aussi contrôlée par des juges (en cas d'égalité, la course est refaite),.

## Prix
Selon Platon, au moment de la remise des prix, le vainqueur de cette épreuve était celui que « le héraut appelait en premier » et à qui était octroyé, à Olympie, le titre envié d’olympionique. La cérémonie de remise des prix revêtait un caractère toujours solennel, mais la nature de ces prix varia dans le temps et dans l’espace selon que l’on considère les quatre jeux panhelléniques ou bien la centaine de concours locaux de moindre renommée qui se déroulaient partout dans le monde hellénique, et qui proliférèrent à l’époque hellénistique et sous l’Empire romain, dans les sanctuaires des divinités les plus diverses, en particulier dans les cités grecques d’Asie mineure. 
À l’époque archaïque, la participation à la course à pied était loin d’être désintéressée, et la valeur des prix décernés aux vainqueurs était considérable. Selon Homère, lors des jeux funèbres en l’honneur de Patrocle, Achille offre comme premier prix d’une course à pied un cratère en argent artistement ciselé, pour le second prix un bœuf magnifique et pour le troisième, la somme d’un demi-talent d’or. La course n'a alors pas tant pour but la réalisation d’une performance sportive que « l’appropriation d’un bien sur lequel il faut être le premier à mettre la main », car l’attrait des richesses est puissant dans le monde homérique où le monnayage est inconnu et les échanges de biens, difficiles. Il semble qu’à l’origine, les prix décernés aux premiers Jeux olympiques et pythiques aient eu une valeur matérielle importante, mais qu’assez tôt, on ait supprimé les récompenses en argent. Au VIe siècle av. J.-C., Solon réduisit à 500 drachmes la récompense offerte à tout Athénien vainqueur à Olympie,.
L’idéal olympique se mit en place, peut-être après les septièmes Jeux,, et caractérisa généralement l’époque classique, sans qu’on puisse parler d’amateurisme — notion anachronique dans l’Antiquité. Ainsi à Olympie, le prix décerné aux vainqueurs était une couronne d’olivier sauvage entrelacé d’un ruban (ταινία / tainía). Cette couronne était tressée avec le feuillage de l’arbre sacré qu’Héraclès, d'après Pindare, avait rapporté du pays des Hyperboréens pour le planter à Olympie ; Hérodote souligne cet idéal désintéressé qui suscita, en 480 av. J.-C., l’étonnement de Xerxès apprenant que les Grecs, allaient concourir pour une simple couronne d’olivier ; à Delphes, dès les seconds Jeux, en 582 av. J.-C., les couronnes de laurier de Tempé, la plante d’Apollon, se substituèrent aux prix matériels offerts précédemment aux vainqueurs ; quant aux Jeux néméens et aux Jeux isthmiques, la seule récompense fut d’abord une couronne de pin (en πίτυν ἐξ Ἰσθμοῖο / pítun ex isthmoīo), puis une couronne d’ache (πλόκοι σελίνων ἐν Ἰσθμιάδεσσιν / plókoi selínôn en isthmiádessin), comme Pindare l'évoque en célébrant l’illustre vainqueur au stadion, Xénophon de Corinthe.
Les récompenses étaient parfois plus substantielles : aux Panathénées, au Ve et IVe siècles av. J.-C., les vainqueurs de la course du stadion recevaient, en plus de la couronne, 40 à 60 amphores d'huile d'olive ; à Argos, au concours en l’honneur d’Héra argienne, un usage hérité de l’époque archaïque montre des prix constitués d’hydries, de lébès, de trépieds, ou d’un bouclier (ἡ ἐξ Ἄργους ἀσπίς / hê ex árgous aspís) : ce bouclier récompensait peut-être un jeu de cavaliers, mais on sait aussi qu’il était remis aux vainqueurs de chaque discipline athlétique.
À l’époque hellénistique, le « professionnalisme » toucha toutes les compétitions,. On continua à décerner la couronne au vainqueur de la course du stadion, mais on attribua aussi des prix de prestige fort coûteux. Leur financement nécessita de la part des cités, bien avant l’organisation des concours, toute une politique de revenus. La reddition des comptes de l’agonothète du concours pan-béotien des Délia, dans le sanctuaire d’Apollon à Délion, durant les dernières décennies du IIe siècle av. J.-C., mentionne 38 couronnes dorées dont le poids équivalait à 190 statères d’or. Dès lors, l'histoire du sport grec distingue les « jeux stéphanites », où le prix était une couronne de feuillage, des « jeux thématites ou chrématites » où le vainqueur recevait une récompense pécuniaire. Cette tendance s’accentua sous l’Empire romain : avant même Auguste, les concours se multiplièrent partout, et les récompenses en sommes d'argent introduisirent une nouvelle terminologie. Les concours donnant droit à une rente accordée au vainqueur et à une entrée triomphale dans sa patrie furent qualifiés d’isélastiques,. L’empereur Hadrien, fervent philhellène, instaura au début du IIe siècle apr. J.-C., un contrôle étroit sur l’organisation et sur l’économie des jeux, en réglementant l'octroi de prix et de couronnes aux vainqueurs et de primes aux concurrents. Désormais, « les flux financiers sont tout à fait considérables et l’argent des concours pesait dans l’économie grecque de l’époque impériale d’un poids énorme, sans doute supérieur à celui du sport actuel dans les pays occidentalisés », écrit Jean-Yves Strasser.

## Vainqueurs célèbres
La cité de Crotone domina le stadion au VIe siècle av. J.-C., remportant douze victoires aux jeux panhelléniques. Elle plaça aussi sept athlètes aux sept premières places de la course aux Jeux olympiques de 576 av. J.-C., remportée par Ératosthène de Crotone,. Aux Ier et IIe siècles apr. J.-C., la cité d'Alexandrie domina le stadion, avec pas moins de vingt-six victoires panhelléniques dont seize à Olympie.
- Corèbe d'Élis : premier vainqueur enregistré aux Jeux olympiques en 776 av. J.-C[67],[68].
- Dioclès de Messène, vainqueur aux Jeux olympiques en 752 av. J.-C., premier à recevoir une couronne d'olivier[69].
- Orhippos de Mégare, vainqueur aux Jeux olympiques en 720 av. J.-C., supposé être le premier vainqueur à courir nu[70],[71].
- Pantaclès d'Athènes, vainqueur aux Jeux olympiques en 696 et 692 av. J.-C., premier Athénien connu à remporter une couronne olympique ; premier athlète connu à avoir remporté plusieurs titres à Olympie ; premier vainqueur connu à avoir conservé son titre[72],[73].
- Chionis de Sparte, vainqueur aux Jeux olympiques en 664, 660 et 656 av. J.-C., premier à réaliser trois fois de suite le doublé stadion et diaulos (double stade) aux Jeux olympiques[4],[74],[75].
- Phanas de Pellène, vainqueur aux Jeux olympiques en 512 av. J.-C., premier à réaliser le triplé stadion, diaulos et hoplitodromos (course en armes) aux Jeux olympiques[76].
- Astylos de Crotone, vainqueur aux Jeux olympiques en 488, 484 et 480 av. J.-C., réalisa trois fois de suite le doublé stadion et diaulos aux Jeux olympiques[4],[77].
- Dandès d'Argos, vainqueur aux Jeux olympiques en 472 av. J.-C., crédité d'une seconde victoire à la course à Olympie, probablement le diaulos, de deux victoires aux Jeux isthmiques, de trois victoires aux Jeux pythiques et de quinze victoires aux Jeux néméens en incluant ses victoires dans les catégories enfant (pais) et adolescent (ageneios)[78],[79].
- Xénophon de Corinthe, vainqueur aux Jeux olympiques en 464 av. J.-C., crédité au total de trois couronnes aux Jeux olympiques, de deux épreuves aux Jeux isthmiques, de six victoires aux Jeux pythiques et d'un nombre inconnu de victoires aux Jeux néméens. Il remporta aussi trois épreuves aux Panathénées, sept aux fêtes d'Athéna Hellotide, dans sa cité de Corinthe, et de nombreuses autres en Arcadie ou à Argos[80].
- Crison d'Himère, vainqueur aux Jeux olympiques en 448, 444 et 440 av. J.-C., évoqué comme exemple par Socrate et Platon[81],[82].
- Eubotas de Cyrène, vainqueur aux Jeux olympiques en 408 av. J.-C., l'oracle de Libye lui ayant annoncé qu'il remporterait cette épreuve, avant même de partir, il fit préparer une statue commémorative de sa victoire[83],[84].
- Eupolémos d'Élis, vainqueur aux Jeux olympiques en 396 av. J.-C., un des rares à avoir vu sa victoire contestée, par le second Léon d'Ambracie[85],[86].
- Dicon, natif de Kaulon mais courant pour Syracuse, vainqueur du stadion des garçons aux Jeux olympiques en 392 av. J.-C. pour Kaulon ; en 384 av. J.-C. vainqueur pour Syracuse du stadion des hommes et d'une autre victoire olympique à la course, ainsi que cinq victoires aux Jeux pythiques, trois aux Jeux isthmiques et quatre aux Jeux néméens[87],[69].
- Poros de Cyrène, vainqueur aux Jeux olympiques en 360 et 356 av. J.-C., la première fois, en tant que citoyen de Cyrène ; la seconde fois, pour la cité crétoise de Malia[88].
- Philinos de Cos, vainqueur aux Jeux olympiques en 264 et 260 av. J.-C., crédité en tout de vingt-quatre victoires dans les concours pentétériques, dont deux doublés stadion-diaulos aux Jeux olympiques[89],[90].
- Léonidas de Rhodes, vainqueur aux Jeux olympiques en 164, 160, 156 et 152 av. J.-C., seul athlète à avoir réalisé quatre fois de suite le triplé stadion-diaulos-hoplitodromos[note 28],[4],[91],[92].
- Politès de Céramos, vainqueur aux Jeux olympiques en 69 apr. J.-C. du triplé inédit stadion-diaulos-dolichos[93],[94].
- Hermogénès de Xanthos, vainqueur aux Jeux olympiques en 81 et 89 apr. J.-C. du triplé stadion, diaulos et hoplitodromos, crédité en tout de trente et une victoires dans les concours pentétériques[95],[96].